# 산요 방송

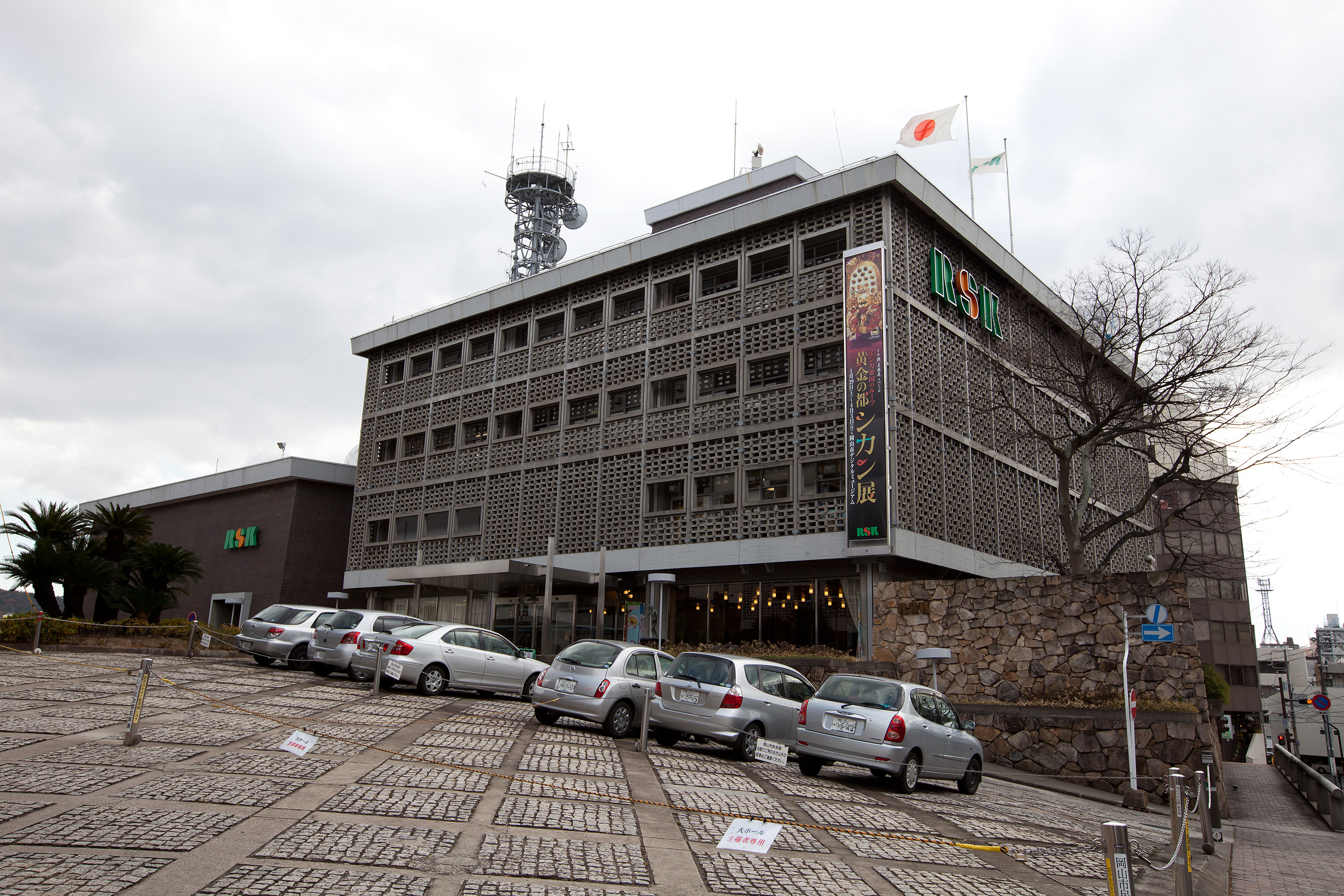
산요 방송 사옥

산요 방송은 오카야마현의 첫 번째 민영방송국으로 라디오 방송국은 1953년 10월 1일, 텔레비전 방송국은 1958년 6월 1일 개국했다.
그 후 1983년 4월 1일 제2차 오카야마·가가와 방송구역 광역화에 따라 가가와현에서 방송을 시작했으며 약칭은 RSK, 라디오 콜사인은 JOYR, 텔레비전 콜사인은 JOYR-DTV이다.

## 개요
- 옛날 본사가 NHK 오카야마 방송국 근처에 있어서 오카야마 사람들에게 “NHK 근처에 있는 방송국”으로 불렸으며 실제로 당시 두 방송국 사이에는 담처럼 두 건물을 가를 물건이 없었다고 한다.
- 2012년 3월 JNN 카이로 지국이 폐지되기 전까지 기자를 파견하고 있다.
- 라디오 방송국은 1997년 가을까지 JRN 단독가맹 방송국이었다가 1997년 가을 NRN에 가맹했다.

## 역사
- 1953년 4월 1일 회사 설립.
- 1953년 10월 1일 일본 21번째 (니시닛폰 방송, 난카이 방송, 구마모토 방송, 오이타 방송과 같은 날 개국) 중파 라디오 방송국 개국. 주파수 1280kc, 출력 낮 1kW·야간 500W로 방송(1956년 10월 1일부터 하루종일 1kW로 방송).
- 1954년9월 1일 하마노 라디오 송신소에서 일본 최초로 무인화[1]가 실시되었다.
- 1955년 10월 1일 쓰야마 라디오 방송국(콜사인 JOYO, 주파수 800kc) 개국.
- 1957년 8월 12일 니미 라디오 방송국(콜사인 JOYE, 주파수 1060kc) 개국.
- 1958년 6월 1일 텔레비전 본방송 개시.(일본 7번째 , 도쿄·오사카 등 대도시권이 아닌 곳에서 처음 개국한 민영 텔레비전 방송)
- 1959년 8월 1일 이 날 발족한 JNN에 가맹하면서 정식으로 KRT(현재의 TBS) 계열국이 된다.
- 1959년 10월 1일 오카야마 라디오 방송국 출력 증력(출력 1kW→3 kW)과 동시에 주파수를 변경(1280kc→1260kc) 한다.
- 1959년 10월 29일 이 날을 기점으로 니혼테레비에서 제작한 프로그램이 모두 중단되었다.
- 1960년 4월 5일 오카야마 라디오 방송국 주파수가 1260kc→1420kc로 재차 변경.
- 1961년 7월 1일 가사오카 라디오 방송국(중심국과의 동일주파수 방송 시험국, 주파수 1420kc) 개국.
- 1961년 9월 1일 호칭을 〈라디오 산요〉에서 회사명과 같은 〈산요 방송〉으로 통일.
- 1962년 10월 1일 오카야마 라디오 방송국 출력이 3kW→5kW로 증력.
- 1963년 12월 4일 쓰야마 라디오 방송국 주파수가 800kc→1060kc로 변경되면서 오카야마현 북부지역 라디오 방송국 주파수가 통일된다.
- 1964년 6월 1일 가가와현 활동 거점으로서 다카마쓰시에 다카마쓰 지국(그 후 다카마쓰 지사→현재의 시코쿠 지사)개설.
- 1965년 5월 2일 라디오 방송국이 이 날 발족한 JRN에 가맹.
- 1965년 7월 1일 가사오카 라디오 방송국, 실용화 시험국에서 표준 방송국으로 변경.
- 1966년 4월 1일 일본전신전화 고규격 마이크로 회선(칼라 회선) 운용 개시에 맞추어서 텔레비전 컬러 방송 개시.
- 1968년 4월 1일 라디오 오카야마국·가사오카국, 주파수를 1420kc→1490kc로 변경.
- 1968년 9월 30일 지방뉴스 컬러 방송 개시.
- 1973년 10월 1일 비젠 라디오 방송국(주파수 1490 kHz) 개국.
- 1973년 12월 1일 JNN의 요청으로 레바논 베이루트에 지국을 개설.
- 1976년 11월 1일 레바논 내전이 격화되면서 베이루트 지국을 폐쇄하는 대신 이집트 카이로에 지국을 개설.
- 1977년 1월 31일 라디오 24시간 방송 개시.
- 1978년 11월 23일 라디오 오카야마국·가사오카국·비젠국 주파수를 1490kHz→1494kHz로, 쓰야마국·니미국 주파수를 1060kHz→1062kHz로 변경.
- 1980년 7월 7일 이 날 개국 한 마니와 라디오 방송국(현재는 오치아이로 이름을 바꿈)과 기존의 쓰야마국·니미국의 주파수를 1494kHz로 통일하면서 잔 중계국에서 동일 주파수로 방송개시.(일본 최초)
- 1982년 10월 1일 다카하시 라디오 방송국(주파수 1494kHz) 개국.
- 1983년 4월 1일 오카야마현과 가가와현 방송구역 광역화에 의해 가가와현에서 텔레비전 방송개시.
- 1985년 3월 27일 가가와현에 최초의 텔레비전 중계국이 개국한다.
- 1987년 10월 1일 오카야마 라디오 방송국 출력을 5kW→10kW로 증력.
- 1992년 10월 5일 라디오 오카야마국·다카하시 중계국에서 AM스테레오 방송 시작.(일본 11번째)
- 1997년 10월 1일 NRN에 가맹하면서 NRN 프로그램이 방송을 시작한다.동시에RNC라디오는 JRN에 가맹했다.
- 2001년 4월 9일 아날로그 데이터 방송 서비스 개시.
- 2005년 12월 31일 아날로그 데이터 방송 서비스 종료.
- 2006년 10월 12일 - 지상 디지털 텔레비전 방송 시험방송 개시. (시험용 영상만 방송한 방송이었으며 10월 16일부터 아날로그 텔레비전과의 동시 시험방송 실시.)
- 2006년 12월 1일 지상파 디지털 텔레비전 방송 개시.
- 2011년
  - 3월 21일 다카하시 라디오 중계국 AM 스테레오 방송 종료.
  - 3월 28일 오카야마 라디오 방송국에서 AM 스테레오 방송을 종료하면서 라디오 AM 스테레오 방송 완전 종료.
- 2011년 7월 24일 지상파 아날로그 텔레비전 방송 종료.
- 2012년 3월 - JNN 해외 지국 재편에 따라 카이로 지국 폐쇄.
- 2018년 3월 21일 오카야마 FM 보완중계국 개국.

### 산요 방송이 이룬 일본 최초 기록
- 라디오 송신소의 무인화와 본사에서의 원격 조작화(1954년 9월 1일, 일본 최초)
  - 현재는 당연시 되고 있는 현용과 예비[2] 송신기를 설치하면서 긴급상황 발생시 예비 송신기로 방송 할 수 있는 원격 조작 체계를 본사에서 조정하는 송신소 무인화를 실현했다.
- 민간방송국 첫 사택.(1955년 7월 30일 완공)
- FM방송 개설 면허 신청(1956년 4월 1일 일본 민간방송에서는 첫 번째로 신청)
  - FM방송의 장래성을 예상한 면허 신청이었다고 하며 43년 후 이 날 오카야마 FM방송이 개국했다.
- 재발송신 방식에 의한 프로그램 네트워크 연결(1958년 텔레비전 개국 당시 오사카 TV 방송(현재의 아사히 방송)과 일본최초로 실시했다.)
  - 당시 , 도쿄·후쿠오카간 마이크로 회선이 1개밖에 없었고 네트워크 프로그램 확보문제로 오사카 TV 방송의 동의를 얻어 실시한 고육지책으로, 현재 케이블 텔레비전 등 여러곳에서 실시하고 있는 구역외 재발송신의 모체가 되었다.
  - 그리고 오카야마 시내에서 RSK나 NHK 오카야마국이 텔레비전 방송을 개시하기 전부터, 대형 VHF 텔레비전 안테나로 오사카 TV 방송이나 NHK 오사카 텔레비전을 수신하는 사람들이 있었다고 한다.
- 라디오 정밀 동일 주파수 방송 실시(1961년 7월 1일 개국한 가사오카 중계국이 일본최초로 시작(개국 당초에는 실용화 시험국))
- 라디오 동일 주파수 방송(1980년 7월 7일, 일본 최초, 1982년 12월 6일에는 완전한 동일 주파수 방송 시작)
- 정밀 동일 주파수에 의한 AM스테레오 방송 실시(1992년 10월 5일 다카하시 중계국, 세계 최초)

## 라디오 주파수
※중파방송은 모든 중계국이 동일한 주파수로 방송한다.
| 방숭국·중계국          | 주파수   | 출력 | 비고                             |
| ---------------------- | -------- | ---- | -------------------------------- |
| 오카야마 방송국        | 1494kHz  | 10kW |                                  |
| 오카야마 FM 보완중계국 | 91.4 MHz | 700W |                                  |
| 다카하시 중계국        | 1494kHz  | 1kW  |                                  |
| 쓰야마 중계국          | 1494kHz  | 1kW  | 예전에 콜사인 JOYO를 사용했었다. |
| 니미 중계국            | 1494kHz  | 1kW  | 예전에 콜사인 JOYE를 사용했었다. |
| 오치아이 중계국        | 1494kHz  | 1kW  |                                  |
| 가사오카 중계국        | 1494kHz  | 100W |                                  |
| 비젠 중계국            | 1494kHz  | 1kW  |                                  |

## 텔레비전 네트워크 변천사
- 1958년 6월 1일 오카야마현에서 텔레비전 방송 개시(오카야마 1번째 민영방송국).니혼TV·라디오도쿄 TV와 네트워크 관계를 맺는다.
- 1959년 3월 1일 NET-TV·이 날 개국한 후지 TV와도 넷을 짠다.
- 1959년 8월 1일 뉴스 네트워크 JNN에 가맹.
- 1959년 10월 29일 이날부터 니혼TV 프로그램 방송을 중단하지만 후지 TV·NET-TV의 프로그램은 계속 방송한다.
- 1967년 6월 민간방송 교육협회에 가맹.
- 1969년 4월 1일 오카야마 방송(개국 당시 애칭은 TV오카야마)가 개국(오카야마 2번째 민영방송국)하면서 후지 TV·NET-TV 프로그램이 중단된다.(※민교협제작분 제외)그와 동시에 도쿄 방송완전가맹국이 된다.
- 1975년 3월 31일 오카야마 방송과 간사이준키국 프로그램을 교환한다.
- 1979년 4월 1일 오카야마·가가와 방송구역 광역화(1차)에 의해 세토나이카이 방송(오카야마 3번째 민영방송국·가가와 2번째 민영방송국)이 오카야마현에서 방송 개시.이에 따라 오카야마 방송에서 방송하던 TV 아사히 프로그램이 세토나이카이 방송으로 이행했다.
- 1983년 4월 1일 2차 방송구역 광역화에 의해 가가와현에서도 방송 개시(가가와 4번째 민영방송국).니시닛폰 방송에서 방송하던 도쿄방송 프로그램을 방송하기 시작했다.이와 동시에 민교협 가맹국 역할을 니시닛폰방송이 계승한다.

## 보충서술
- 개국 당시부터 음악 프로그램을 많이 방송하고 있다.
- AM 스테레오 방송의 경우 일부 프로그램만 스테레오로 방송하고 있다.
- 오카야마 FM방송 개국 전까지 TOKYO-FM에서 방송하는 일부 프로그램을 방송하기도 했다.

## 오카야마현·가가와현에 있는 다른 텔레비전·라디오 방송국
- NHK 오카야마 방송국
- NHK 다카마쓰 방송국
- 니시닛폰 방송(RNC)(TV는 니혼 TV 계열, 라디오는 JRN・NRN 계열로 라디오는 가가와현만 방송구역)
- 세토나이카이 방송(KSB)(TV 아사히 계열)
- 오카야마 방송(OHK)(후지 TV 계열)
- TV 세토우치(TSC)(TV 도쿄 계열)
- 오카야마 FM방송(JFN 계열, 오카야마현만 방송구역)
- FM가가와(JFN 계열, 가가와현만 방송구역)